# Gerhard Meyer (1728–1797)
Gerhard Meyer, född 1728 i Stockholm, död 1797, var en svensk klockgjutare.
Gerhard Meyer var son till Gerhard Meyer d.y., sonson till Johan Meyer och sonsonson till Gerhard Meyer d.ä. Han tog över ledningen för Meyerska Styckgjuteriet vid Beridarebanan i Stockholm 1772, som grundats av hans farfars farfar Gerdt Meyer 1641. Han var den siste i klockgjutarsläkten Meyer som ledde det.
Han adlades 1797.